# Marey-sur-Tille
Marey-sur-Tille è un comune francese di 335 abitanti situato nel dipartimento della Côte-d'Or nella regione della Borgogna-Franca Contea.
Frequentata stazione di villeggiatura estiva, si estende a quota collinare nell'ampia valle del fiume Tille, un piccolo corso d'acqua che si unisce alla Saona presso Auxonne. 
Centro molto antico, è citato per la prima volta nel 1032. Il suo principale monumento è l'Eglise Saint-Loup, un edificio in stile gotico ricostruito nel XV secolo. Vi si trovano alcune belle statue della scuola di Dubois e una piteà del XV secolo.
Da vedere sono anche il Dieu de Pitié, all'uscita del villaggio, e i suoi cinque calvari del XVIII secolo che si trovano lungo la strada che percorre il villaggio.

## Società

### Evoluzione demografica
Abitanti censiti